# Therese M. Terlaje
Therese M. Terlaje (nacida en 1964) es una política y abogada guameña que se desempeña como miembro de la Legislatura de Guam. Terlaje fue electa para la Legislatura en 2016 y asumió el cargo en 2017. Terlaje volvió a asumir el puesto de Portavoz de la Legislatura de Guam. Su mandato actual finaliza el 2 de enero de 2023.

## Temprana edad y educación
Terlaje nació en Yona, Guam.Hija de Terlaje fue Eduardo Salas Terlaje, un político y de Shirley Ann Coulter Terlaje (1938–2019), ex educadora. Terlaje estudió su educación primaria en Guam, en la Academia de Nuestra Señora de Guam. Terlaje obtuvo una Licenciatura en Ciencias en biología en la Universidad de Creighton y un Doctorado en Jurisprudencia de la Facultad de Derecho de la Universidad de California en Los Ángeles.

## Carrera
Después de graduarse de la facultad de derecho, Terlaje trabajó como abogada. También trabajó como profesora asistente en la Universidad de Guam.
Terlaje fue elegida miembro de la Legislatura de Guam en 2016 y asumió el cargo en 2017. Esa legislatura correspondía con la 34° sesión legislativa de Guam. 
Su partido ganó las elecciones y ella estaba en el puesto de viceportavoz. (La Legislatura de Guam es Unicameral, y su máximo representante es el portavoz (speaker)).Durante esa Legislatura, se desempeñó como presidenta del Comité de Cultura y Justicia. Posteriormente, fue presidenta del Comité de Salud, Turismo, Preservación Histórica, Tierra y Justicia.
Terlaje ascendió al puesto de Portavoz de la Legislatura de Guam de la 34° Legislatura de Guam y tuvo el cargo desde el 28 de agosto de 2018 – 7 de enero de 2019. Benjamin JF Cruz, el anterior portavoz, renunció al cargo para así poder postular al puesto de Auditor Público de Guam.
Ella postuló en su partido para ser elegida como candidata a Portavoz. Sin embargo, durante el Caucus del Partido Demócrata, Tina Rose Muña Barnes obtuvo la mayoría de votos. Tina Rose Muña Barnes ganó las elecciones de Guam y fue elegida como Portavoz de la 35° Legislatura de Guam. 
Para las elecciones de la 36° Legislatura de Guam, Terlaje representó al partido demócrata. El Partido Demócrata ganó las elecciones. Terlaje volvió a asumir el puesto de Portavoz de la Legislatura de Guam. Su mandato actual finaliza el 2 de enero de 2023.

## Vida personal
Terlaje tiene tres hijas: María, Rita y Arisa Barcinas.